# Primera División de Andorra 2023-24
La Primera División de Andorra 2023-24 (en catalán: Primera Divisió de Andorra 2023-24), oficialmente y por motivos de patrocinio Lliga Multisegur Assegurances, fue la 29ta edición del campeonato de la máxima categoría de fútbol del Principado de Andorra. Fue organizada por la Federación Andorrana de Fútbol y disputada por primera vez en su historia por 10 equipos.
La temporada comenzó el 16 de septiembre de 2023 y finalizó el 19 de mayo de 2024.

## Ascensos y descensos
| Pos. | Descendidos de 1.ª División |
| ---- | --------------------------- |
| 7.º  | Engordany                   |
| 8.º  | Sant Julià                  |

| Pos. | Ascendidos de 2.ª División |
| ---- | -------------------------- |
| 1.º  | Pas de la Casa             |
| 2.º  | Atlètic Amèrica            |
| 3.º  | Esperança d'Andorra        |

## Equipos participantes
| Equipo                  | Ciudad                  |
| ----------------------- | ----------------------- |
| Atlètic Club d'Escaldes | Las Escaldas-Engordany  |
| Atlètic Amèrica         | Las Escaldas-Engordany  |
| Carroi                  | Santa Coloma de Andorra |
| Penya Encarnada         | Andorra la Vieja        |
| Esperança d'Andorra     | Andorra la Vieja        |
| Inter Club d'Escaldes   | Las Escaldas-Engordany  |
| FC Ordino               | Ordino                  |
| Pas de la Casa          | El Pas de la Casa       |
| FC Santa Coloma         | Santa Coloma de Andorra |
| UE Santa Coloma         | Santa Coloma de Andorra |

| Parroquia              | N.º | Equipos                                                                         |
| ---------------------- | --- | ------------------------------------------------------------------------------- |
| Andorra la Vieja       | 5   | Carroi, Penya Encarnada, FC Santa Coloma, UE Santa Coloma y Esperança d'Andorra |
| Las Escaldas-Engordany | 3   | Atlètic Club d'Escaldes, Inter Club d'Escaldes y Atlètic Amèrica                |
| Ordino                 | 1   | Ordino                                                                          |
| Encamp                 | 1   | Pas de la Casa                                                                  |

## Sistema de competición
El campeonato constó de una fase regular a cuatro ruedas. Los diez equipos se enfrentaron entre sí bajo el sistema de todos contra todos a tres ruedas, completando un total de 27 fechas.
El equipo que acumuló más puntos se consagró campeón y accedió a la ronda preliminar de la Liga de Campeones de la UEFA 2024-25. Asimismo, el subcampeón se clasificó para la Primera ronda clasificatoria de la Liga Europa Conferencia de la UEFA 2024-25. Un segundo puesto para la Primera ronda clasificatoria de la Liga Europa Conferencia de la UEFA 2024-25 fue asignado al campeón de la Copa Constitució 2024.
Por otro lado, aquel equipo que logró menor puntuación descendió directamente a la Segunda División, mientras que el penúltimo disputó una promoción contra el subcampeón de dicha categoría.
La clasificación se estableció a partir de los puntos obtenidos en cada encuentro, otorgando tres por partido ganado, uno por empatado y ninguno en caso de derrota. En caso de igualdad de puntos entre dos o más equipos, se aplicó, en el mencionado orden, los siguientes criterios de desempate:
1. Mayor cantidad de puntos en los partidos entre los equipos implicados;
2. Mejor diferencia de goles en los partidos entre los equipos implicados;
3. Mayor cantidad de goles a favor en los partidos entre los equipos implicados;
4. Mejor diferencia de goles en toda la temporada;
5. Mayor cantidad de goles a favor en toda la temporada.

## Clasificación
| Pos. | Equipo                  | Pts. | PJ | G  | E | P  | GF | GC | Dif. | Clasificación 2024–25                       |
| ---- | ----------------------- | ---- | -- | -- | - | -- | -- | -- | ---- | ------------------------------------------- |
| 1    | UE Santa Coloma (C)     | 66   | 27 | 20 | 6 | 1  | 57 | 12 | +45  | Ronda preliminar de la Liga de Campeones    |
| 2    | Inter Club d'Escaldes   | 63   | 27 | 20 | 3 | 4  | 66 | 16 | +50  | Primera Ronda de la Liga Europa Conferencia |
| 3    | Atlètic Club d'Escaldes | 60   | 27 | 19 | 3 | 5  | 71 | 21 | +50  | Primera Ronda de la Liga Europa Conferencia |
| 4    | FC Santa Coloma         | 59   | 27 | 19 | 2 | 6  | 64 | 23 | +41  |                                             |
| 5    | Penya Encarnada         | 44   | 27 | 13 | 5 | 9  | 45 | 34 | +11  |                                             |
| 6    | Ordino                  | 36   | 27 | 10 | 6 | 11 | 33 | 29 | +4   |                                             |
| 7    | Pas de la Casa          | 18   | 27 | 3  | 9 | 15 | 24 | 46 | −22  |                                             |
| 8    | Esperança d'Andorra     | 14   | 27 | 4  | 2 | 21 | 27 | 81 | −54  |                                             |
| 9    | Carroi (D)              | 13   | 27 | 3  | 4 | 20 | 19 | 77 | −58  | Promoción por la permanencia                |
| 10   | Atlètic Amèrica (D)     | 11   | 27 | 3  | 2 | 22 | 22 | 89 | −67  | Descenso a la Segunda División 2024-25      |

Actualizado a los partidos jugados el 19 de mayo de 2024.
 Fuente: FAF

## Fixture
- Los horarios corresponden a la CET (Hora Central Europea) UTC+1 en horario estándar y UTC+2 en horario de verano.

### Primera vuelta
| UE Santa Coloma         | 2 - 0 | Ordino              | Centre d'Entrenament de la FAF 1 | 16 de septiembre | 20:30 |
| Penya Encarnada         | 1 - 0 | Esperança d'Andorra | Centre d'Entrenament de la FAF 1 | 17 de septiembre | 11:00 |
| Carroi                  | 2 - 2 | Atlètic Amèrica     | Centre d'Entrenament de la FAF 1 | 17 de septiembre | 13:30 |
| Atlètic Club d'Escaldes | 1 - 1 | Pas de la Casa      | Centre d'Entrenament de la FAF 1 | 17 de septiembre | 16:00 |
| Inter Club d'Escaldes   | 2 - 0 | FC Santa Coloma     | Centre d'Entrenament de la FAF 1 | 17 de septiembre | 18:30 |

| FC Santa Coloma     | 1 - 0 | Atlètic Club d'Escaldes | Centre d'Entrenament de la FAF 1 | 23 de septiembre | 20:30 |
| Pas de la Casa      | 0 - 1 | Carroi                  | Centre d'Entrenament de la FAF 1 | 24 de septiembre | 11:00 |
| Esperança d'Andorra | 0 - 2 | UE Santa Coloma         | Centre d'Entrenament de la FAF 1 | 24 de septiembre | 13:30 |
| Atlètic Amèrica     | 1 - 1 | Penya Encarnada         | Centre d'Entrenament de la FAF 1 | 24 de septiembre | 16:00 |
| Ordino              | 2 - 2 | Inter Club d'Escaldes   | Centre d'Entrenament de la FAF 1 | 24 de septiembre | 18:30 |

| UE Santa Coloma         | 2 - 1 | Inter Club d'Escaldes | Centre d'Entrenament de la FAF 1 | 30 de septiembre | 20:30 |
| Atlètic Club d'Escaldes | 1 - 0 | Ordino                | Centre d'Entrenament de la FAF 1 | 1 de octubre     | 11:00 |
| Penya Encarnada         | 2 - 0 | Pas de la Casa        | Centre d'Entrenament de la FAF 1 | 1 de octubre     | 13:30 |
| Carroi                  | 0 - 2 | FC Santa Coloma       | Centre d'Entrenament de la FAF 1 | 1 de octubre     | 16:00 |
| Esperança d'Andorra     | 2 - 0 | Atlètic Amèrica       | Centre d'Entrenament de la FAF 1 | 1 de octubre     | 18:30 |

| Pas de la Casa        | 3 - 2 | Esperança d'Andorra     | Centre d'Entrenament de la FAF 1 | 7 de octubre | 20:30 |
| Atlètic Amèrica       | 0 - 1 | UE Santa Coloma         | Centre d'Entrenament de la FAF 1 | 8 de octubre | 11:30 |
| Inter Club d'Escaldes | 1 - 0 | Atlètic Club d'Escaldes | Centre d'Entrenament de la FAF 1 | 8 de octubre | 13:30 |
| Ordino                | 4 - 0 | Carroi                  | Centre d'Entrenament de la FAF 1 | 8 de octubre | 16:00 |
| FC Santa Coloma       | 0 - 1 | Penya Encarnada         | Centre d'Entrenament de la FAF 1 | 8 de octubre | 18:30 |

| Atlètic Amèrica     | 1 - 3 | Pas de la Casa          | Centre d'Entrenament de la FAF 1 | 21 de octubre | 20:30 |
| Esperança d'Andorra | 0 - 5 | FC Santa Coloma         | Centre d'Entrenament de la FAF 1 | 22 de octubre | 11:00 |
| Penya Encarnada     | 2 - 1 | Ordino                  | Centre d'Entrenament de la FAF 1 | 22 de octubre | 13:30 |
| Carroi              | 1 - 6 | Inter Club d'Escaldes   | Centre d'Entrenament de la FAF 1 | 22 de octubre | 16:00 |
| UE Santa Coloma     | 2 - 1 | Atlètic Club d'Escaldes | Centre d'Entrenament de la FAF 1 | 22 de octubre | 18:30 |

| Ordino                  | 4 - 0 | Esperança d'Andorra | Centre d'Entrenament de la FAF 1 | 28 de octubre | 20:30 |
| Inter Club d'Escaldes   | 4 - 2 | Penya Encarnada     | Centre d'Entrenament de la FAF 1 | 29 de octubre | 11:00 |
| FC Santa Coloma         | 4 - 0 | Atlètic Amèrica     | Centre d'Entrenament de la FAF 1 | 29 de octubre | 13:30 |
| Pas de la Casa          | 1 - 5 | UE Santa Coloma     | Centre d'Entrenament de la FAF 1 | 29 de octubre | 16:00 |
| Atlètic Club d'Escaldes | 8 - 1 | Carroi              | Centre d'Entrenament de la FAF 1 | 29 de octubre | 18:30 |

| Penya Encarnada     | 1 - 1 | Atlètic Club d'Escaldes | Centre d'Entrenament de la FAF 1 | 4 de noviembre | 20:30 |
| Pas de la Casa      | 0 - 5 | FC Santa Coloma         | Centre d'Entrenament de la FAF 1 | 5 de noviembre | 11:00 |
| UE Santa Coloma     | 3 - 0 | Carroi                  | Centre d'Entrenament de la FAF 1 | 5 de noviembre | 13:30 |
| Esperança d'Andorra | 0 - 2 | Inter Club d'Escaldes   | Centre d'Entrenament de la FAF 1 | 5 de noviembre | 16:00 |
| Atlètic Amèrica     | 1 - 2 | Ordino                  | Centre d'Entrenament de la FAF 1 | 5 de noviembre | 18:30 |

| Carroi                  | 0 - 2 | Penya Encarnada     | Centre d'Entrenament de la FAF 1 | 11 de noviembre | 20:30 |
| Inter Club d'Escaldes   | 6 - 0 | Atlètic Amèrica     | Centre d'Entrenament de la FAF 1 | 12 de noviembre | 11:00 |
| Ordino                  | 1 - 0 | Pas de la Casa      | Centre d'Entrenament de la FAF 1 | 12 de noviembre | 13:30 |
| UE Santa Coloma         | 1 - 2 | FC Santa Coloma     | Centre d'Entrenament de la FAF 1 | 12 de noviembre | 16:00 |
| Atlètic Club d'Escaldes | 3 - 1 | Esperança d'Andorra | Centre d'Entrenament de la FAF 1 | 12 de noviembre | 18:30 |

| Penya Encarnada     | 1 - 2 | UE Santa Coloma         | Centre d'Entrenament de la FAF 1 | 25 de noviembre | 20:30 |
| FC Santa Coloma     | 2 - 0 | Ordino                  | Centre d'Entrenament de la FAF 1 | 26 de noviembre | 11:00 |
| Esperança d'Andorra | 0 - 2 | Carroi                  | Centre d'Entrenament de la FAF 1 | 26 de noviembre | 13:30 |
| Atlètic Amèrica     | 1 - 4 | Atlètic Club d'Escaldes | Centre d'Entrenament de la FAF 1 | 26 de noviembre | 16:00 |
| Pas de la Casa      | 0 - 3 | Inter Club d'Escaldes   | Centre d'Entrenament de la FAF 1 | 26 de noviembre | 18:30 |

### Segunda vuelta
| Atlètic Amèrica         | 0 - 3 | Inter Club d'Escaldes | Centre d'Entrenament de la FAF 1 | 2 de diciembre | 20:30 |
| Atlètic Club d'Escaldes | 1 - 2 | UE Santa Coloma       | Centre d'Entrenament de la FAF 1 | 3 de diciembre | 11:00 |
| Pas de la Casa          | 1 - 1 | Ordino                | Centre d'Entrenament de la FAF 1 | 3 de diciembre | 13:30 |
| Esperança d'Andorra     | 0 - 3 | Penya Encarnada       | Centre d'Entrenament de la FAF 1 | 3 de diciembre | 16:00 |
| FC Santa Coloma         | 2 - 1 | Carroi                | Centre d'Entrenament de la FAF 1 | 3 de diciembre | 18:30 |

| Pas de la Casa        | 0 - 2 | Atlètic Club d'Escaldes | Centre d'Entrenament de la FAF 1 | 9 de diciembre  | 20:30 |
| Atlètic Amèrica       | 1 - 3 | Carroi                  | Centre d'Entrenament de la FAF 1 | 10 de diciembre | 11:00 |
| Inter Club d'Escaldes | 6 - 0 | Esperança d'Andorra     | Centre d'Entrenament de la FAF 1 | 10 de diciembre | 13:30 |
| Ordino                | 1 - 0 | Penya Encarnada         | Centre d'Entrenament de la FAF 1 | 10 de diciembre | 16:00 |
| FC Santa Coloma       | 1 - 2 | UE Santa Coloma         | Centre d'Entrenament de la FAF 1 | 10 de diciembre | 18:30 |

| UE Santa Coloma         | 6 - 0 | Atlètic Amèrica | Centre d'Entrenament de la FAF 1 | 16 de diciembre | 20:30 |
| Esperança d'Andorra     | 0 - 3 | Ordino          | Centre d'Entrenament de la FAF 1 | 17 de diciembre | 11:00 |
| Atlètic Club d'Escaldes | 3 - 0 | Penya Encarnada | Centre d'Entrenament de la FAF 1 | 17 de diciembre | 13:30 |
| FC Santa Coloma         | 3 - 2 | Pas de la Casa  | Centre d'Entrenament de la FAF 1 | 17 de diciembre | 16:00 |
| Inter Club d'Escaldes   | 3 - 1 | Carroi          | Centre d'Entrenament de la FAF 1 | 17 de diciembre | 18:30 |

| Carroi          | 0 - 4 | Esperança d'Andorra     | Centre d'Entrenament de la FAF 1 | 20 de enero | 20:30 |
| UE Santa Coloma | 0 - 0 | Inter Club d'Escaldes   | Centre d'Entrenament de la FAF 1 | 21 de enero | 11:00 |
| Penya Encarnada | 0 - 2 | FC Santa Coloma         | Centre d'Entrenament de la FAF 1 | 21 de enero | 13:30 |
| Ordino          | 1 - 1 | Atlètic Club d'Escaldes | Centre d'Entrenament de la FAF 1 | 21 de enero | 16:00 |
| Pas de la Casa  | 1 - 2 | Atlètic Amèrica         | Centre d'Entrenament de la FAF 1 | 21 de enero | 18:30 |

| Ordino                | 1 - 1 | FC Santa Coloma         | Centre d'Entrenament de la FAF 1 | 27 de enero | 20:30 |
| Inter Club d'Escaldes | 2 - 0 | Pas de la Casa          | Centre d'Entrenament de la FAF 1 | 28 de enero | 11:00 |
| Esperança d'Andorra   | 0 - 5 | Atlètic Club d'Escaldes | Centre d'Entrenament de la FAF 1 | 28 de enero | 13:30 |
| Penya Encarnada       | 6 - 0 | Atlètic Amèrica         | Centre d'Entrenament de la FAF 1 | 28 de enero | 16:00 |
| Carroi                | 0 - 5 | UE Santa Coloma         | Centre d'Entrenament de la FAF 1 | 28 de enero | 18:30 |

| Ordino                  | 1 - 0 | Atlètic Amèrica       | Centre d'Entrenament de la FAF 1 | 3 de febrero | 20:30 |
| Pas de la Casa          | 2 - 2 | Carroi                | Centre d'Entrenament de la FAF 1 | 4 de febrero | 11:00 |
| Atlètic Club d'Escaldes | 5 - 1 | FC Santa Coloma       | Centre d'Entrenament de la FAF 1 | 4 de febrero | 13:30 |
| UE Santa Coloma         | 6 - 0 | Esperança d'Andorra   | Centre d'Entrenament de la FAF 1 | 4 de febrero | 16:00 |
| Penya Encarnada         | 0 - 2 | Inter Club d'Escaldes | Centre d'Entrenament de la FAF 1 | 4 de febrero | 18:30 |

| FC Santa Coloma B     | 6 - 1 | Esperança d'Andorra     | Centre d'Entrenament de la FAF 1 | 10 de febrero | 20:30 |
| Penya Encarnada       | 4 - 1 | Carroi                  | Centre d'Entrenament de la FAF 1 | 11 de febrero | 11:00 |
| Inter Club d'Escaldes | 2 - 0 | Ordino                  | Centre d'Entrenament de la FAF 1 | 11 de febrero | 13:30 |
| Atlètic Amèrica       | 1 - 8 | Atlètic Club d'Escaldes | Centre d'Entrenament de la FAF 1 | 11 de febrero | 16:00 |
| UE Santa Coloma       | 0 - 0 | Pas de la Casa          | Centre d'Entrenament de la FAF 1 | 11 de febrero | 18:30 |

| Atlètic Club d'Escaldes | 2 - 1 | Inter Club d'Escaldes | Centre d'Entrenament de la FAF 1 | 17 de febrero | 20:30 |
| Penya Encarnada         | 0 - 0 | UE Santa Coloma       | Centre d'Entrenament de la FAF 1 | 18 de febrero | 11:00 |
| FC Santa Coloma         | 3 - 0 | Atlètic Amèrica       | Centre d'Entrenament de la FAF 1 | 18 de febrero | 13:30 |
| Carroi                  | 0 - 2 | Ordino                | Centre d'Entrenament de la FAF 1 | 18 de febrero | 16:00 |
| Esperança d'Andorra     | 0 - 0 | Pas de la Casa        | Centre d'Entrenament de la FAF 1 | 18 de febrero | 18:30 |

| Atlètic Amèrica | 6 - 3 | Esperança d'Andorra     | Centre d'Entrenament de la FAF 1 | 24 de febrero | 20:30 |
| Carroi          | 0 - 4 | Atlètic Club d'Escaldes | Centre d'Entrenament de la FAF 1 | 25 de febrero | 11:00 |
| UE Santa Coloma | 2 - 0 | Ordino                  | Centre d'Entrenament de la FAF 1 | 25 de febrero | 13:30 |
| FC Santa Coloma | 0 - 1 | Inter Club d'Escaldes   | Centre d'Entrenament de la FAF 1 | 25 de febrero | 16:00 |
| Pas de la Casa  | 0 - 1 | Penya Encarnada         | Centre d'Entrenament de la FAF 1 | 25 de febrero | 18:30 |

### Tercera vuelta
| Inter Club d'Escaldes | 1 - 2 | FC Santa Coloma         | Centre d'Entrenament de la FAF 1 | 2 de marzo | 20:30 |
| Esperança d'Andorra   | 1 - 3 | Atlètic Club d'Escaldes | Centre d'Entrenament de la FAF 1 | 3 de marzo | 11:00 |
| Carroi                | 0 - 0 | Pas de la Casa          | Centre d'Entrenament de la FAF 1 | 3 de marzo | 13:30 |
| Atlètic Amèrica       | 0 - 1 | UE Santa Coloma         | Centre d'Entrenament de la FAF 1 | 3 de marzo | 16:00 |
| Penya Encarnada       | 2 - 1 | Ordino                  | Centre d'Entrenament de la FAF 1 | 3 de marzo | 18:30 |

| FC Santa Coloma         | 4 - 2 | Atlètic Amèrica       | Centre d'Entrenament de la FAF 1 | 10 de marzo | 11:00 |
| UE Santa Coloma         | 2 - 0 | Esperança d'Andorra   | Centre d'Entrenament de la FAF 1 | 10 de marzo | 13:30 |
| Ordino                  | 0 - 1 | Inter Club d'Escaldes | Centre d'Entrenament de la FAF 1 | 10 de marzo | 16:00 |
| Atlètic Club d'Escaldes | 2 - 1 | Carroi                | Centre d'Entrenament de la FAF 1 | 10 de marzo | 18:30 |
| Pas de la Casa          | 2 - 2 | Penya Encarnada       | Centre d'Entrenament de la FAF 1 | 10 de marzo | 20:45 |

| Carroi                | 0 - 3 | UE Santa Coloma         | Centre d'Entrenament de la FAF 1 | 6 de abril | 20:30 |
| Ordino                | 1 - 1 | Pas de la Casa          | Centre d'Entrenament de la FAF 1 | 7 de abril | 11:00 |
| Inter Club d'Escaldes | 2 - 0 | Atlètic Amèrica         | Centre d'Entrenament de la FAF 1 | 7 de abril | 13:30 |
| Esperança d'Andorra   | 0 - 6 | FC Santa Coloma         | Centre d'Entrenament de la FAF 1 | 7 de abril | 16:00 |
| Penya Encarnada       | 1 - 2 | Atlètic Club d'Escaldes | Centre d'Entrenament de la FAF 1 | 7 de abril | 18:30 |

| UE Santa Coloma         | 1 - 1 | Penya Encarnada       | Centre d'Entrenament de la FAF 1 | 13 de abril | 20:30 |
| Atlètic Club d'Escaldes | 1 - 0 | Ordino                | Centre d'Entrenament de la FAF 1 | 14 de abril | 11:00 |
| FC Santa Coloma         | 4 - 0 | Carroi                | Centre d'Entrenament de la FAF 1 | 14 de abril | 13:30 |
| Pas de la Casa          | 0 - 1 | Inter Club d'Escaldes | Centre d'Entrenament de la FAF 1 | 14 de abril | 16:00 |
| Atlètic Amèrica         | 0 - 5 | Esperança d'Andorra   | Centre d'Entrenament de la FAF 1 | 14 de abril | 18:30 |

| Carroi                | 2 - 3 | Atlètic Amèrica         | Centre d'Entrenament de la FAF 1 | 20 de abril | 20:30 |
| Penya Encarnada       | 2 - 4 | FC Santa Coloma         | Centre d'Entrenament de la FAF 1 | 21 de abril | 11:00 |
| Pas de la Casa        | 1 - 2 | Atlètic Club d'Escaldes | Centre d'Entrenament de la FAF 1 | 21 de abril | 13:30 |
| Inter Club d'Escaldes | 4 - 0 | Esperança d'Andorra     | Centre d'Entrenament de la FAF 1 | 21 de abril | 16:00 |
| Ordino                | 1 - 2 | UE Santa Coloma         | Centre d'Entrenament de la FAF 1 | 21 de abril | 18:30 |

| Esperança d'Andorra     | 2 - 0 | Carroi                | Centre d'Entrenament de la FAF 1 | 27 de abril | 20:30 |
| Atlètic Club d'Escaldes | 2 - 0 | Inter Club d'Escaldes | Centre d'Entrenament de la FAF 1 | 28 de abril | 11:00 |
| Atlètic Amèrica         | 1 - 4 | Penya Encarnada       | Centre d'Entrenament de la FAF 1 | 28 de abril | 13:30 |
| UE Santa Coloma         | 2 - 1 | Pas de la Casa        | Centre d'Entrenament de la FAF 1 | 28 de abril | 16:00 |
| FC Santa Coloma         | 2 - 0 | Ordino                | Centre d'Entrenament de la FAF 1 | 28 de abril | 18:30 |

| Pas de la Casa          | 0 - 2 | FC Santa Coloma     | Centre d'Entrenament de la FAF 1 | 4 de mayo | 20:30 |
| Ordino                  | 1 - 0 | Atlètic Amèrica     | Centre d'Entrenament de la FAF 1 | 5 de mayo | 11:00 |
| Penya Encarnada         | 3 - 2 | Esperança d'Andorra | Centre d'Entrenament de la FAF 1 | 5 de mayo | 13:30 |
| Atlètic Club d'Escaldes | 0 - 2 | UE Santa Coloma     | Centre d'Entrenament de la FAF 1 | 5 de mayo | 16:00 |
| Inter Club d'Escaldes   | 6 - 0 | Carroi              | Centre d'Entrenament de la FAF 1 | 5 de mayo | 18:30 |

| FC Santa Coloma       | 0 - 1 | Atlètic Club d'Escaldes | Centre d'Entrenament de la FAF 1 | 11 de mayo | 20:30 |
| Inter Club d'Escaldes | 1 - 1 | UE Santa Coloma         | CE Francesc Vila                 | 11 de mayo | 20:30 |
| Carroi                | 0 - 2 | Penya Encarnada         | Centre Esportiu d'Alàs           | 12 de mayo | 11:00 |
| Esperança d'Andorra   | 2 - 4 | Ordino                  | CE Francesc Vila                 | 12 de mayo | 11:00 |
| Atlètic Amèrica       | 0 - 3 | Pas de la Casa          | Centre d'Entrenament de la FAF 1 | 12 de mayo | 11:00 |

| UE Santa Coloma         | 0 - 0 | FC Santa Coloma       | Centre d'Entrenament de la FAF 1 | 19 de mayo | 17:00 |
| Ordino                  | 1 - 1 | Carroi                | CE Francesc Vila                 | 19 de mayo | 17:00 |
| Pas de la Casa          | 2 - 2 | Esperança d'Andorra   | Prada de Moles                   | 19 de mayo | 17:00 |
| Penya Encarnada         | 1 - 3 | Inter Club d'Escaldes | Estadio Nacional                 | 19 de mayo | 17:00 |
| Atlètic Club d'Escaldes | 8 - 0 | Atlètic Amèrica       | Centre Esportiu d'Alàs           | 19 de mayo | 17:00 |

## Promoción por la permanencia
El noveno colocado en la clasificación de la primera división disputó una serie a doble partido, uno como visitante y otro como local, ante el cuarto colocado de la Segunda División. El ganador de la eliminatoria participó de la siguiente temporada de la Primera Divisió.
| 25 de mayo de 2024, 20:30; | FC Rànger's | 0:1 (0:0) | Carroi             | CE Francesc Vila, La Massana |                           |
|                            |             | Reporte   | Emanuel Sáez 90+2' | Árbitro(s): Luís Teixeira    | Árbitro(s): Luís Teixeira |

| 29 de mayo de 2024, 20:30;                                                                                       | Carroi | 0:2 (0:1) (t. s.) | FC Rànger's                            | Centre d'Entrenament de la FAF 1, Andorra la Vieja |                                           |
| |        | Reporte           | Isaac Caracuel 17' · Armando León 114' | Árbitro(s): Rui Filipe Gonçalves Pinheiro          | Árbitro(s): Rui Filipe Gonçalves Pinheiro |
| El FC Rànger's ascendió y jugó la Primera División y el Carroi jugó la Segunda División en la proxima temporada. |        |                   |                                        |                                                    |                                           |

## Goleadores
- Actualizado el 19 de mayo de 2024.[1]

| Pos. | Jugador         | Club                    | Goles |
| ---- | --------------- | ----------------------- | ----- |
| 1    | Guillaume López | Atlètic Club d'Escaldes | 20    |
| 2    | Domi Berlanga   | Inter Club d'Escaldes   | 18    |
| 3    | Cristian Novoa  | FC Santa Coloma         | 16    |
| 4    | Rodrigo Piloto  | Atlètic Club d'Escaldes | 15    |
|      | Abel Argañaraz  | Inter Club d'Escaldes   | 15    |
| 6    | Karim L'Koucha  | UE Santa Coloma         | 11    |
|      | Victor Tellado  | Ordino                  | 11    |